# Karabin Hawken
Karabin Hawken – czarnoprochowy karabin, początkowo o zamku skałkowym, później kapiszonowym, cieszący się popularnością wśród traperów, handlarzy i odkrywców Dzikiego Zachodu pierwszej połowy XIX wieku.